# Zona de Obras
Zona de Obras es una factoría de trabajo nacida en Zaragoza (España) especializada en el desarrollo de actividades y contenidos culturales, siempre enfocado en el ámbito de la cultura.
Tanto la revista impresa (que se publicó entre 1995 y 2013) como el Diario Online tienen una línea editorial que escapa de tópicos y busca siempre ofrecer contenidos de calidad, alternativos y vanguardistas del ámbito iberoamericano.
En Zona de Obras se trabaja también en la creación de festivales y programaciones artísticas y culturales, así como en el concepto y diseño de actividades temáticas y comisariado de muestras y exposiciones.
Así nacieron proyectos conceptuales propios como Festival Días Nórdicos (festival multidisciplinar y plataforma de intercambio cultural entre países nórdicos e ineroamericanos nacido en 2010), Festival Viva la Canción (enfocado en los nuevos creadores de la canción iberoamericana, su primera edición se llevó a cabo en mayo de 2010 en Madrid con la participación de 16 artistas de diferentes países de la región: Nacho Vegas, Ana Cañas, Javiera Mena, Maria Gadú, Nixon, Mélissa Laveaux, Pilar Díaz, Alex Ferreira, Gabo Ferro, Julio de la Rosa, Lucrecia Dalt, Natalia Lafourcade, Pedropiedra, Chinoy, Gepe y Tulsa); ¡Mira que Lindas! (muestra itinerante de diseño de portadas de discos latinoamericanos) y Programa Cultural Zaragoza Latina, entre otros). En todos estos años, Zona de Obras ha trabajado con distintas instituciones relacionadas con la cultura, como la Agencia Española de Cooperación Internacional al Desarrollo (AECID), Casa de América, Ministerio de Cultura de España, Consejo Nórdico, Embajadas nórdicas en Iberoamérica, Secretaría General Iberoamericana (SEGIB), Ayuntamiento de Zaragoza y Fundación SGAE, entre otras.
En el campo del diseño gráfico, Zona de Obras ha diseñado innumerables portadas de discos de importantes artistas entre los que se destacan Andrés Calamaro (con el disco “El regreso” ha obtenido el Premio Gardel al mejor diseño de portada en 2006 y con el boxset “Andrés” ha sido finalista al Grammy Latino en la categoría de mejor diseño en 2009), Enrique Bunbury, Héroes del Silencio, Jorge Drexler, Amaral, Bunbury & Vegas, Loquillo, El Último de la Fila, Jaime Urrutia y OBK. Una selección de dichos trabajo se puede ver en Diseños Zona de Obras.
En el ámbito editorial, Zona de Obras ha publicado diversos libros sobre música y cultura iberoamericana, como la colección de Diccionarios de géneros musicales iberoamericanos publicados por la Fundación SGAE (Diccionario de Rock Latino, Diccionario de Hip Hop y Rap Afrolatinos, Diccionario de Tango, Diccionario de punk y hardcore. España y Latinoamérica y Diccionario de Heavy Metal Latino; y la colección de libros de «Conversaciones», coeditados también con la Fundación SGAE, con títulos dedicados a Bunbury, Julieta Venegas, Violadores del Verso, Rosendo, Los Piratas, Molotov, Ariel Rot y Siniestro Total, entre otros.
Zona de Obras también tiene presencia en Buenos Aires, Argentina, con un prestigioso estudio de diseño y comunicación que ha realizado importantes trabajos tanto en el ámbito cultural como en el empresarial.